# Mandador
Mandador (em grego: μανδάτωρ; em latim: mandator; romaniz.: lit. "mensageiro") era uma oficial subalterno no Império Bizantino. Os mandadores eram um corpo de mensageiros para missões especiais ligados ao gabinete de todos os oficiais civis e militares superiores, como os estrategos (comandantes dos temas), os comandantes das tagmas, os logótetas e outros. Eram comandados por um protomandador (πρωτομανδάτωρ; "primeiro mandador"), um oficial de média patente.
Por sua vez, a designação mandador imperial (em grego: βασιλικός μανδάτωρ) era um título honorífico, um dos títulos mais baixos da corte (quarto a contar de baixo, entre o vestidor e o candidato (kandidatos)), destinado a "homens com barba", isto é, não-eunucos. Segundo o Cletorológio, a mais extensa lista de postos e precedências da corte bizantina, de 899, a insígnia dos mandadores imperiais era um bastão vermelho. Juntamente com as outros títulos inferiores, os mandadores imperiais eram chamados "homens do imperador" (basilikoi anthrōpoi) e eram chefiados coletivamente por um oficial que tinha o título de protoespatário do imperador (protospatharios tōn basilikōn).
Tanto os simples mandadores como os mandadores imperiais, bem como os protomandadores são atestados do século VII ao XI. Parecem ter desaparecido depois disso. O bizantinista francês Rodolphe Guilland sugeriu que teriam sido substituídos pelos tzáusios.